# 神角技巧と11人の破壊者
『神角技巧と11人の破壊者』（しんかくぎこうとじゅういちにんのはかいしゃ）は、開発中止となったスクウェア・エニックスのスマートフォン向けゲームアプリ。
スクウェア・エニックスとストレートエッジの協業による新規IPプロジェクトとして2018年に制作が発表されたが、開発の難航を理由として2019年12月27日に日本版の開発中止が発表された。なお中国版については協力会社を中心として開発を継続していくものとしている。
シナリオ担当に鎌池和馬、キャラクター原案にはいむらきよたかが起用され、漫画・小説等のメディアミックスも視野に入れた企画となっていた。ゲームは中止になったが2021年に小説版が電撃文庫から発売された。

## あらすじ
剣と魔法の大陸には規格外の力を持つ生物、邪神がいた。人々はその存在を恐れ、同時にその力に惹かれていった。危険な願いはやがて邪神の角を折り、巨大兵器の中に組み込む「神角技巧」という形で実現していく。現状、神角技巧は10機。しかしある日深手を負った最強の使い手メビウスはたまたま居合わせた少年ミヤビに自らの「力」を預けこう打ち明ける。誰も知らない11人目がいる。管理不能の怪物が大陸の全てを破壊する前に、お前がみんなを守るんだ、と。

## 登場人物
ミヤビ=ブラックガーデン
声 - 入野自由
本作の主人公で、幼い邪神のアルマに懐かれてしまった少年。本来なら破壊にしか使えない力を創造に転化するところが目撃されている。
アルマ
声 - 尾崎由香
孵化した際の刷り込みで、ミヤビを親とみなしている邪神の幼体。成長した邪神とは異なり、形態が安定せず日によって姿形が変わる。
メビウス=エントランス
声 - 中村悠一
各国要人が公にできないトラブル処理を秘密裡に行う専門職、フィクサーの最大手。周囲からの期待に反して、悠々自適のセカンドライフを満喫するべく、本人はさっさと引退したい。
アリシア=ブルーフォレスト
声 - 水瀬いのり
ミヤビが幼い頃から知り合いのブルーフォレスト氏族と呼ばれるエルフの一員。邪神の幼体アルマにいたく興味をもっている。
ヘレン=クロックギア
声 - 花澤香菜
邪神であるアルマと、それを従えるミヤビの動向を監視するため首都から派遣されてきた共和国の役人。危機管理から邪神であるアルマの取り扱いについては少々うるさい。
セリーナ=ボーデンバーグ
声 - 竹達彩奈
強大な財力を持つボーデンバーグ商会の一人娘。商会の要である神角技巧を任せられるほどの実力をもっている。
エリザ=シルバーストーム
声 - 茅野愛衣
選抜騎士「ホワイトセイズ」の一員で、神角技巧・アイシクルブレットとの相性から、同機の指揮を任されている程の実力者。